# Jours-lès-Baigneux
 Jours-lès-Baigneux  là một xã ở tỉnh Côte-d’Or trong vùng Bourgogne-Franche-Comté, phía đông nước Pháp. Khu vực này có độ cao trung bình 370 mét trên mực nước biển.